# Malchinus kadleci
Malchinus kadleci es una especie de coleóptero de la familia Cantharidae.

## Distribución geográfica
Habita en Bulgaria.